# Malhação (13.ª temporada)
A décima terceira temporada da série de televisão brasileira Malhação, popularmente chamada de Malhação 2006, foi produzida e exibida pela TV Globo entre 16 de janeiro de 2006 e 12 de janeiro de 2007.
Escrita por Izabel de Oliveira e Paula Amaral, com colaboração de Alessandra Poggi, Celso Taddei, Cláudio Lisboa, Flávia Lins e Silva, Laura Rissin, Márcio Wilson e Mariana Mesquita, teve direção de Leonardo Nogueira e Paola Pol Balloussier. A direção geral foi de Roberto Vaz e direção de núcleo de Ricardo Waddington.
Conta com Luiza Valdetaro, Bernardo Melo Barreto, Gabriel Wainer, Monique Alfradique, Camila dos Anjos, Thiara Palmieri, Marco Antônio Gimenez e Joana Balaguer nos papéis principais. A canção "Te Levar Daqui", de Charlie Brown Jr., serve como tema da décima terceira temporada nas primeiras semanas, sendo substituída por"Lutar pelo Que É Meu", também de Charlie Brown Jr., como tema.

## Sínopse
De Florianópolis chega um novo aluno para agitar ainda maias o dia-a-dia da escola Múltipla escolha. Com suas manobras radicais de skate e na vida Cauã conquista o coração de Manuela e o ciúme de Eduardo, até um grande segredo se revelar e dar uma guinada nessa aventura. Ousadias, sabotagens, paixões e injustiças atravessam o caminho desse cara descolado. Priscila e Mulambo dá uma força para atrapalhar mas com o seu parceiro Siri. Cauã encara qualquer parada. Uma hora esse calderão ferve e cada um mostra o que é. Entre flips e tombos na pista perfeita de Dogtown, o point onde rola a agitação de malhação 2006, a galera vai descobrir que existem laços mais fortes que os de sangue e parentesco.

## Enredo
Durante um campeonato no Múltipla Escolha, Cauã (Bernardo Mello Barreto) conhece a também skatista Manuela Prado (Luiza Valdetaro), que, mais tarde, descobre ser sua vizinha. Eles se apaixonam, mas o romance é ameaçado pelo ex-namorado da moça, Eduardo Andrade (Gabriel Wainer), o líder do grupo de skatistas Largados. Ele vê Cauã como uma ameaça nas pistas e no amor, e faz tudo para prejudicar o rival. A ironia é que os dois vão acabar descobrindo que são irmãos. No passado, a mãe de Eduardo, Sônia Andrade (Ângela Figueiredo), descobriu que seu marido, o empresário Marco Aurélio (Juan Alba), tinha um caso com Luana (Regina Remencius), e ofereceu dinheiro à moça para que ela sumisse. Grávida de Marco Aurélio e convencida de que ele não queria a criança, Luana se mudou para a Califórnia, onde conheceu Daniel (Marcello Novaes). Os dois se casaram e registraram a criança como Cauã San Martin. Mais tarde, Luana e Daniel voltaram ao Brasil para morar em Florianópolis, onde adotaram outro menino, Lucas.
Em 2006, Daniel arranja um emprego no Rio de Janeiro e vai morar na cidade com Luana e os filhos, que são matriculados no Múltipla Escolha. Quando Luana lê no jornal que o campeonato de skate é patrocinado por Marco Aurélio, tenta contar ao filho a verdade sobre seu pai. Mas no caminho para casa, é atropelada e morre. Daniel conhece Raquel (Cláudia Ohana), madrasta de Manuela, por quem acaba se apaixonando. Isso para a felicidade de Cauã e Manu, que estão namorando. Para separar o casal, Eduardo se une a Priscila (Monique Alfradique), uma menina rica e mimada que se interessa por Cauã. Depois de inúmeras sabotagens e armações, Eduardo descobre que tem leucemia. Para sua surpresa, Cauã é o único doador compatível, e fica ao seu lado o tempo todo.
No final da temporada, Marco Aurélio descobre que Cauã é seu filho, graças a uma carta em que Luana contava a ele que estava grávida. Sônia havia tentado destruir a carta, mas a empregada Rosa (Cidinha Milan) a guardara. Marco Aurélio se separa de Sônia e reaproxima-se de Cauã, que, mais tarde, vai morar com Manuela na Califórnia. Eduardo se recupera da doença. O Múltipla Escolha ganhou novos alunos nesta temporada, entre eles Siri (Marcos Pitombo), melhor amigo de Cauã. Siri é apaixonado por sua bicicleta, sua fonte de renda, com a qual entrega flores, documentos e tudo o que consegue carregar para garantir o sustento do filho de um ano, Davi.
Há também a doce e romântica Marina (Juliana Boller), amiga de Manuela, que foi criada pela irmã, Vitória (Francisca Queiroz), e tem com ela uma relação de cumplicidade; Fred (Dudu Pelizzari), irmão de Priscila e comparsa do vilão Eduardo, que se apaixona por Jaque (Joana Balaguer) e arruma confusão com Urubu (Marco Antônio Gimenez); Cleiton (Fabrício Santiago), moradora de uma comunidade carente, que se torna amigo leal de Cauã; Bodão (Bernardo Mendes), morador da república, que implica com Rafa (Ícaro Silva); Giovana (Giordanna Forte), sobrinha de Afrânio (Charles Paraventi), que, após decidir morar na república, exige uma série de mordomias por causa de seu parentesco; e Tuca (Karen Junqueira), extrovertida e vaidosa menina que no início da temporada, corria atrás de todos os skatistas, e no final descobre sua vocação para luta.
A equipe do colégio também cresceu. Professor de física e um verdadeiro gênio, Adriano (Daniel Boaventura) se torna diretor e conta com o apoio de sua metódica assistente Bárbara (Karla Muga), uma secretária organizada, disciplinada e “certinha”, que tenta esconder a beleza atrás dos óculos e terninhos, mas não consegue. Irmã de Marina, Vitória é a nova professora de literatura. Há três anos sofreu um acidente que a deixou paraplégica, mas leva a vida sempre com bom humor. Para completar o corpo docente, Peixotão (Otto Jr) é o professor de educação física mais linha dura que o Múltipla Escolha já teve: oriundo da escola militar, acredita que seus métodos rigorosos são para o bem dos alunos.
Ainda nesta temporada, Dona Vilma (Bia Montez) conta com a ajuda de Bel (Laila Zaid) e Download (Wagner Santisteban) para tocar o Gigabyte. Jaque e Urubu se casam. O trio João (Java Mayan), Kiko (Alexandre Slaviero) e Marcão (José Loreto) continua aprontando todas, mas Kiko desiste da carreira de modelo e abre com João o Largadão Skate Shop, um trailer alugado de Dona Vilma, onde os dois trabalham consertando e fabricando skates e morando juntos. Pedro (César Cardadeiro) enfrenta a pressão de Download, que assume o papel de irmão mais velho, e se torna grande amigo de Antônia (Marcela Barrozo) e Lucas. Amanda (Thiara Palmieri) se aproxima de Priscila, de quem se torna cúmplice nas maiores armações, e termina com Kiko quando ele desiste da carreira de modelo. Depois de muitas tentativas, Afrânio se torna responsável pela república e disputa com Peixotão o amor da professora Beth (Chris Couto).

## Produção
Para produção de skate desta temporada contou com a consultoria de André Viana na época Presidente da Federação de Skate do Estado do Rio de Janeiro. O trabalho visava atender a demanda da direção de arte no design e supervisão de construção de pistas e equipamentos (cenografia) e pesquisa de moda (figurino), assim como a introdução do elenco ao mundo do skate (iniciação) e também a coordenação de uma equipe especializada de dublês contratada para manobras radicais durante todo o ano. Foi construída uma piscina com fundo redondo dentro do Projac e uma pista de madeira no Studio A, que depois teve parte transferida para a cidade cenográfica.

## Elenco
| Intérprete            | Personagem                             |
| --------------------- | -------------------------------------- |
| Luiza Valdetaro       | Manuela Prado (Manu)                   |
| Bernardo Melo Barreto | Cauã Guedes San Martin                 |
| Gabriel Wainer        | Eduardo Mesquita Andrade (Edu)         |
| Monique Alfradique    | Priscila Bittencourt                   |
| Camila dos Anjos      | Roberta Valença                        |
| Thiara Palmieri       | Amanda Almeida Pinheiro                |
| Marco Antônio Gimenez | Alexandre Camelo Rivera Júnior (Urubu) |
| Joana Balaguer        | Jaqueline Garcia (Jaque)               |
| Dudu Pelizzari        | Frederico Bittencourt (Fred)           |
| Wagner Santisteban    | Igor Palma (Download)                  |
| Laila Zaid            | Isabel Freitas (Bel)                   |
| Alexandre Slaviero    | Carlos Henrique Soares (Kiko)          |
| Bernardo Mendes       | Ivan Cardoso (Bodão)                   |
| Ícaro Silva           | Rafael Monteiro (Rafa)                 |
| Giordanna Forte       | Giovana Scarponi                       |
| Karen Junqueira       | Teresa Maia (Tuca)                     |
| Java Mayan            | João Garcia                            |
| Juliana Boller        | Marina Vilela                          |
| Marcos Pitombo        | Roger Roma (Siri)                      |
| José Loreto           | Marcolino da Silva (Marcão)            |
| Fabrício Santiago     | Cleiton Souza                          |
| Gian Bernini          | Wellington Montes (Mulambo)            |
| Cláudia Ohana         | Raquel Valença (Cigarra)               |
| Marcello Novaes       | Daniel San Martin (Formigão)           |
| Juan Alba             | Marco Aurélio Andrade                  |
| Ângela Figueiredo     | Sônia Mesquita Andrade                 |
| Daniel Boaventura     | Prof. Adriano Lopes                    |
| Francisca Queiroz     | Profª. Vitória Vilela                  |
| Chris Couto           | Profª. Beth Leão                       |
| Charles Paraventi     | Prof. Afrânio                          |
| Karla Muga            | Profª. Bárbara                         |
| Alessa Monticelli     | Profª. Karina                          |
| Otto Jr.              | Prof. Peixotão                         |
| Leonardo Machado      | Hugo                                   |
| Cidinha Milan         | Rosa                                   |
| Bia Montez            | Vilma Ribeiro da Silva                 |
| André D'Biase         | Vinícius Lemos                         |
| Tássia Camargo        | Lúcia Gomes da Silva                   |
| Karla Nogueira        | Aurélia                                |
| Joe Wolfart           | Waldisney                              |
| Evelyn Oliveira       | Joana                                  |
| Marcela Barrozo       | Antônia Valença                        |
| César Cardadeiro      | Pedro                                  |
| Vitor Novello         | Antônio Ramos (Tonzinho)               |
| Arthur Lopes          | Lucas Guedes San Martin (Luquinhas)    |
| Dudu Cury             | Mateus                                 |

### Participações especiais
| Intérprete            | Personagem                                                          |
| --------------------- | ------------------------------------------------------------------- |
| Rodil Ferrugem        | Ele mesmo / Skatista                                                |
| Regina Remencius      | Luana Guedes                                                        |
| Mateus Solano         | Carlos                                                              |
| Lisandra Parede       | Lavínia                                                             |
| Ariela Massotti       | Clarinha                                                            |
| Gregório Duvivier     | Gilson                                                              |
| Micael Borges         | Zeca                                                                |
| Erom Cordeiro         | Wagner                                                              |
| Vitor Hugo            | Felipe parede ( tesoura )                                           |
| Fernanda Pontes       | Tati                                                                |
| Josie Pessoa          | Silvinha                                                            |
| Luís Salem            | Haroldo                                                             |
| Nuno Leal Maia        | Paulo Pasqualete                                                    |
| Jandir Ferrari        | Peçanha                                                             |
| Blota Filho           | Dr. Otto                                                            |
| Licurgo Spinola       | Deodato                                                             |
| Alexandre Barros      | Caio                                                                |
| Flávia Rubim          | Estelinha                                                           |
| Zéu Britto            | Juca Bala / Meiasolá                                                |
| Alice Borges          | Margareth                                                           |
| Henrique César        | Almirante                                                           |
| Adriano Garib         | Nogueira                                                            |
| Dig Dutra             | Leila                                                               |
| Betty Erthal          | Aracy                                                               |
| Jullie                | Jane                                                                |
| Marcella Valente      | Camila                                                              |
| Nildo Parente         | Requião                                                             |
| Élcio Romar           | Boi                                                                 |
| Caco Baresi           | Zé                                                                  |
| Arthur Kohl           | Lourival                                                            |
| Roberto Arduim        | Romeu                                                               |
| Gillray Coutinho      | Acácio                                                              |
| Bruno Gradim          | Verme                                                               |
| Sura Berditchevsky    | Noêmia                                                              |
| Bellatrix Serra       | Lana                                                                |
| Charles Myara         | Itamar                                                              |
| Ernexto Xavier        | Pipoca                                                              |
| Paulo Giardini        | Gerson Siqueira (Siqueira)                                          |
| Gisela Marques        | Glória                                                              |
| Paula Kill            | Marcela Prado                                                       |
| Diana Herzog          | Luciana                                                             |
| Eunice Silva          | Marcelina                                                           |
| William Vita          | Joaquim                                                             |
| Cristina Amadeo       | Christiane                                                          |
| Jacquelijne Sperandio | Bianca                                                              |
| Jorge Neves           | Renato                                                              |
| Júlia Sabugosa        | Kátia                                                               |
| Pablo Falcão          | William Marques (Vampirão)                                          |
| Márcia Maróstica      | Lívia Melo                                                          |
| Naydiane Lima         | Nay                                                                 |
| Mineirinho            | Ele mesmo                                                           |
| Thaila Ayala          | Marcela Junqueira Pereira da Silva (Marcela Persí) / Vanessa Galvão |
| Fiorella Mattheis     | Vivian Pimenta                                                      |
| Maria Eduarda Machado | Cecília Junqueira Albuquerque                                       |

## Exibição
Foi exibida na íntegra pelo canal Viva de 25 de setembro de 2017 a 25 de setembro de 2018, substituindo a 12.ª temporada e sendo substituída pela 14.ª temporada.

## Trilha Sonora

### Malhação - Nacional 2006

#### Lista de faixas
| N.º            | Título                                    | Compositor(es)                                                         | Artista(s)              | Duração |  |
| 1.             | "Lutar pelo Que É Meu"                    | Chorão Thiago Castanho                                                 | Charlie Brown Jr.       | 3:23    |  |
| 2.             | "Ódio"                                    | Megh Stock                                                             | Luxúria                 | 4:12    |  |
| 3.             | "Matriz"                                  | Thiago Pedalino Marcos Sketch                                          | Ramirez                 | 2:44    |  |
| 4.             | "O Vento"                                 | Rodrigo Amarante                                                       | Los Hermanos            | 3:35    |  |
| 5.             | "Quero Só Você"                           | Nando Reis Liminha Dinho                                               | Afroreggae              | 4:18    |  |
| 6.             | "Pescador de Ilusões" (ao vivo)           | Marcelo Yuka Lauro Farias Marcelo Falcão Xandão Menezes Marcelo Lobato | O Rappa                 | 4:24    |  |
| 7.             | "Dia Comum"                               | Tico Santa Cruz Rodrigo Netto                                          | Detonautas              | 6:02    |  |
| 8.             | "O Que Tiver que Ser"                     | Alexandre Castilho André Aquino                                        | Marjorie Estiano        | 4:28    |  |
| 9.             | "Quem Sabe Um Dia"                        |                                                                        | Charlotte Benesch       | 3:45    |  |
| 10.            | "Eu Não Sou Uma Flor" (I'm Not Beautiful) |                                                                        | Camila                  | 3:30    |  |
| 11.            | "Beijos, Blues e Poesia"                  | Edson Carvalho Marisol Ribeiro                                         | K-SIS                   | 3:20    |  |
| 12.            | "A Idade do Céu" ("La Edad del Cielo")    | Jorge Drexler Moska ( vers.)                                           | Moska                   | 3:14    |  |
| 13.            | "Vale de Lágrimas"                        | Lulu Santos                                                            | Lulu Santos             | 3:50    |  |
| 14.            | "2 A"                                     | Herbert Vianna                                                         | Os Paralamas do Sucesso | 3:59    |  |
| 15.            | "O Que Eu Não Disse"                      | Herbert Vianna João Barone Renato Russo                                | Z.D.S.                  | 3:41    |  |
| 16.            | "Real Gold"                               | Black Alien Alexandre Basa                                             | Black Alien             | 3:17    |  |
| 17.            | "Cê Sabe"                                 | Gustavo Nunes                                                          | Gustavo Nunes           | 3:32    |  |
| Duração total: | Duração total:                            | Duração total:                                                         | Duração total:          | 65:14   |  |

| Malhação - Nacional 2006 – Faixa interativa |                           |         |  |
| N.º                                         | Título                    | Duração |  |
| 18.                                         | "Making of + Depoimentos" |         |  |

### Malhação - Internacional 2006

#### Lista de faixas
| N.º            | Título                                                                | Compositor(es)                                                                    | Artista(s)                                 | Duração |  |
| 1.             | "Movin' On" (Basto Radio Edit)                                        | Peter Luts Annemie Coenen                                                         | Ian Van Dahl                               | 3:34    |  |
| 2.             | "Your Body" (Original Radio Edit)                                     | Tom Novy com part. de Michael Marshall                                            | Tom Novy Adrian Misiewicz Michael Marshall | 3:30    |  |
| 3.             | "SOS"                                                                 | Jonathan Rotem Evan Bogart Edward Cobb                                            | Rihanna                                    | 4:00    |  |
| 4.             | "Come Clean" (Flood Remix Radio)                                      | Kara DioGuardi John Shanks                                                        | Hilary Duff                                | 3:42    |  |
| 5.             | "Stupid Girls"                                                        | Alecia Moore Billy Mann Niklas Olovson Robin Mortensen Lynch                      | P!nk                                       | 3:15    |  |
| 6.             | "Youth"                                                               | Josh Werner Matisyahu Miller                                                      | Matisyahu                                  | 4:19    |  |
| 7.             | "No Tomorrow"                                                         | George Astasio John Bentjen Jason Pebworth Chad Rachild Chris Cano Kevin Roentgen | Orson                                      | 2:49    |  |
| 8.             | "The Only Difference Between Martyrdom and Suicide Is Press Coverage" | Ryan Ross Brendon Urie Spencer Smith                                              | Panic! at the Disco                        | 2:56    |  |
| 9.             | "Lights and Sounds"                                                   | Ben Harper Ryan Key Sean Mackin Peter Mosely Longineu W. Parsons III              | Yellowcard                                 | 3:29    |  |
| 10.            | "Dirty Little Secret"                                                 | Nick Wheeler Tyson Ritter                                                         | The All-American Rejects                   | 3:14    |  |
| 11.            | "Breakaway"                                                           | Matthew Gerrard Bridget Benenate Avril Lavigne                                    | Kelly Clarkson                             | 3:56    |  |
| 12.            | "Untitled (How Could This Happen to Me?)"                             | Pierre Bouvier Chuck Comeau                                                       | Simple Plan                                | 3:57    |  |
| 13.            | "Waiting for You"                                                     | Ben Harper Michael Ward                                                           | Ben Harper                                 | 3:33    |  |
| 14.            | "Tow Truck Co-Pilot"                                                  |                                                                                   | The Rewinders                              | 3:43    |  |
| 15.            | "Sweet Mamma"                                                         |                                                                                   | Babootz & Da Big Boy Daddy                 | 3:10    |  |
| 16.            | "Not Scared"                                                          |                                                                                   | Ásfora                                     | 3:30    |  |
| Duração total: | Duração total:                                                        | Duração total:                                                                    | Duração total:                             | 56:37   |  |

### Malhação - Riffs Instrumental

#### Lista de faixas
Todas as músicas compostas por Victor Pozas.
| N.º | Título                               | Duração |  |
| 1.  | "Retrospectiva" (instrumental)       |         |  |
| 2.  | "Skate Rock" (instrumental)          |         |  |
| 3.  | "Sem Pressão" (instrumental)         |         |  |
| 4.  | "Bad Trip" (instrumental)            |         |  |
| 5.  | "Cauã e Manuela" (instrumental)      |         |  |
| 6.  | "Onda Boa" (instrumental)            |         |  |
| 7.  | "Vovô Tarado" (instrumental)         |         |  |
| 8.  | "Quando Te Encontrei" (instrumental) |         |  |
| 9.  | "Amor Proibido" (instrumental)       |         |  |
| 10. | "Carteirada" (instrumental)          |         |  |
| 11. | "Isso Me Lembra" (instrumental)      |         |  |
| 12. | "Old Romance" (instrumental)         |         |  |
| 13. | "Decepção" (instrumental)            |         |  |
| 14. | "Triste Amor" (instrumental)         |         |  |
| 15. | "Recomeçar" (instrumental)           |         |  |
| 16. | "Freestyle" (instrumental)           |         |  |
| 17. | "360º" (instrumental)                |         |  |
| 18. | "Deprê" (instrumental)               |         |  |
| 19. | "Pai e Filho" (instrumental)         |         |  |
| 20. | "Cúmplices" (instrumental)           |         |  |

#### Créditos
Todo o processo de elaboração de Malhação - Riffs Instrumental atribui os seguintes créditos:
Produção
- Direção musical: Mariozinho Rocha
- Produção: Victor Pozas

Instrumentação
- Guitarra: Victor Pozas, Vinicius Rosa e Fabricio Mattos
- Violões: Victor Pozas, Vinicius Rosa e Alexandre Castilho
- Gaita: Milton Guedes
- Baixo: André Vasconcellos e Alexandre Castilho
- Teclado: Roberto Pollo e Victor Pozas
- Bateria: Daniel Gordon, Mac William